# 20-я тяжёлая танковая бригада
20-я тяжёлая танковая бригада — формирование (соединение, тяжёлая танковая бригада) РККА в Советско-финской войне.
Наименование:
- сокращённое действительное — 20 ттбр;
- полное действительное — 20-я Краснознамённая тяжёлая танковая бригада имени Сергея Мироновича Кирова.

Организационная структура отдельной тяжёлой танковой бригады (оттбр) АБТВ РККА, образца 1936 года.

Колонна танков Т-28 из состава 20-й отдельной тяжёлой танковой бригады движется к Карельскому перешейку. Декабрь 1939 года.

Бригада сформирована в 1939 году на базе 6-й тяжёлой танковой бригады имени С. М. Кирова.
В соединении был именной танк — Андрей Жданов.

## История
С 1930 года по 1935 год в Красной Армии были сформированы пять тяжёлых танковых полков РГК, один из них (№ 6) дислоцировался в город — в Слуцк (Ленинградский ВО). Организация этих полков претерпела несколько изменений. К концу 1935 года они состояли из управления, трёх батальонов по 30 танков в каждом. На их вооружение поступали основные средние (Т-28), а в 5-й полк кроме того и основные тяжёлые (Т-35А) танки. 12 декабря 1935 года эти полки были развёрнуты в отдельные тяжёлые танковые бригады, в том числе и 6-я, так была сформирована 6-я отдельная тяжёлая танковая бригада резерва Главного Командования.
В 1939 году отдельные тяжёлые танковые бригады РГК были переведены на новую организационно-штатную структуру, и им присвоили новые войсковые номера так 6-я отдельная тяжёлая танковая бригада имени С. М. Кирова стала — 20-й.
20-я тяжёлая танковая бригада имени С. М. Кирова, вооружённая танками Т-28, участвовала в боевых действиях на Карельском перешейке во время Советско-Финской войны 1939—1940 годов.
К 9 октября 1939 года 20 оттбр совершив марш железнодорожным транспортом (воинские поезда) из города Слуцк на Карельский перешеек и была сосредоточена в районе Чёрной Речки, для доукомплектования, по штатам военного времени (зачислили до 50 % личного состава), и слаживания формирований соединения.
В ходе подготовки по предназначению, в течение 1,5 месяцев, отрабатывались действия подразделений и частей:
- в наступательном бою на пересечённой местности в условиях Северо-Запада России;
- по вождению боевых машин по азимуту в условиях плохой видимости (ночь, туман, снегопад и так далее);
- преодолению противотанковых заграждений — при помощи фашин.
  - эскарпов
  - контрэскарпов
  - противотанковых рвов
  - надолбов
  - завалов

В результате к началу военных действий (ВД) формирования бригады были укомплектованы до 100 %. В составе бригады насчитывалось 105 танков Т-28, а также лёгкие танки БТ-5 (8 штук), БТ-7 (21 штука), огнемётные танки БХМ-3 (11 штук), 20 бронеавтомобилей, многочисленные грузовые машины и 2926 человек личного состава. Техническое состояние боевых машин было хорошим, однако имелся большой некомплект ремонтных танковых мастерских и практически полностью отсутствовал эвакуационный транспорт (было всего 4 тягача «Коминтерн» на оттбр). Такое положение, со средствами ремонта и эвакуации, сохранилось до конца ВД.
Роль 20 тб в прорыве «Линии Маннергейма» трудно переоценить. Благодаря умелому и энергичному руководству, бригада сражалась гораздо эффективнее других соединений и частей. При этом удалось организовать хорошую координацию действий танковой бригады с другими родами войск. Правда, в её техническом осуществлении были проблемы, что порой служило причиной высоких потерь. Всего за период с 30 ноября 1939 года по 13 марта 1940 года 20 тб потеряла 482 танка, из них 155 были подбиты артогнём, 77 подорвалось на минах, 30 сгорело, 21 утонул в болотах или озёрах, 2 захватили финны и 197 танков вышли из строя по техническим причинам.

17 декабря 1939 года бригаде была поставлена задача: поддержать наступление частей 50-го ск (123 и 138 сд) при атаке укреплённых узлов Хотинен и высоты 65,5. Начальник штаба 138-й сд доложил в штаб корпуса, что «впереди никакого укрепрайона нет, противник бежит». Не проверив этих сведений, командование отменило ранее назначенную пятичасовую артиллерийскую подготовку и двинуло в атаку пехоту 123-й  сд при поддержке 91-го тб. Однако при наступлении наши войска уперлись в мощную укреплённую полосу обороны противника и были встречены сильным артиллерийско-пулемётно-миномётным огнём. Пехота 138-й сд, не имевшая опыта взаимодействия с танками, была от них отсечена, понесла большие потери и в конце концов частично залегла, а частично отступила на исходные позиции.
91-й тб прорвался вглубь обороны противника за первую и вторую линию надолбов на 450—500 м, попал под сильный арт-огонь и не поддержанный пехотой отошёл на исходный рубеж, понеся большие потери. Вечером того же дня командир бригады докладывал в штаб 50-го стрелкового корпуса: «После боя 17 декабря 91-й танковый батальон небоеспособен. Убито 7 человек, ранено 22, в том числе и командир батальона майор Дроздов, пропало без вести 16, в том числе и комиссар батальона Дубовский. Из 21 танка Т-28, высланного в атаку, прибыло на сборный пункт 5 машин, 2 сданы на СПАМ. Остальная матчасть требует ремонта, что и производится. 4 машины сгорели на поле боя, 1 перевернулась вверх гусеницами в противотанковом рве, 1 — неизвестно где. При атаке уничтожено ПТО до 5 шт., ДОТ до 3 шт. Ввиду того, что пехота не пошла и осталась за надолбами, которые севернее высоты 65,5 в 500 м, этот район нашими войсками не занят».
— Бронеколлекция
Однако, из 482 потерянных Т-28 в ходе боёв было восстановлено и вернулось в строй 386 танков, то есть свыше 80 %. Такой высокий процент восстановленных машин объясняется хорошей работой ремонтно-эвакуационной службы бригады, хорошим снабжением запчастями и близостью Кировского завода — производителя Т-28. При этом, всего в боях в Карелии участвовали 172 танка Т-28 — 105 в составе 20 тб на начало войны и ещё 67 новых танков было получено бригадой в процессе боевых действий. То есть, в среднем, каждый участвовавший в войне Т-28 выходил из строя, восстанавливался и возвращался в строй минимум по два раза (отдельные танки — до пяти раз). Безвозвратные (не подлежащие восстановлению) потери танков Т-28 по итогам войны составили 32 машины (30 сгоревших и 2 захваченных).

## Состав
В 1939—1940 годах:
- управление
- 90-й отдельный танковый батальон
- 91-й отдельный танковый батальон
- 93-й отдельный учебный танковый батальон
- 95-й отдельный танковый батальон
- 301-й отдельный автотранспортный батальон
- 256-й отдельный ремонтно-восстановительный батальон
- 302-я химическая рота
- 215-я отдельная разведывательная рота
- 57-я отдельная рота связи
- 45-я отдельная зенитно-пулемёнтная рота
- 65-я отдельная рота танкового резерва
- 38-я отдельная сапёрная рота

## Основное ВВТ
- 145 танков (Т-28 — 105, БХМ-3 — 11, БТ-5 — 8, БТ-7 — 21)
- 20 бронеавтомобилей (БА-6 — 5, БА-20 — 15)
- 34 легковые машины
- 278 грузовых машин
- 27 автокухонь
- 4 тягача «Коммунар»
- 16 мотоциклов
- 12 ЗСУ — счетверённые зенитные пулемётные установки М4 на грузовых автомобилях

## Награды и почётные наименования
| Награда (наименование)                   | Дата награждения                                                          | За что награждена |
| ---------------------------------------- | ------------------------------------------------------------------------- | --- |
| Именная — имени Сергея Мироновича Кирова |                                                                           | |
| Орден Красного Знамени                   | награждена указом Президиума Верховного Совета СССР от 21 марта 1940 года | за образцовое выполнение боевых заданий командования на фронте борьбы с финской белогвардейщиной и проявленные при этом доблесть и мужество |

## Командный (начальствующий) состав

### Командиры бригады
- Лизюков, Александр Ильич (22.03.1936 — 8.02.1938), полковник [6];
- Борзилов, Семён Васильевич (на 1.07.1938, до 06.1940), комбриг.

### Военком бригады
- Кулик Василий Леонтьевич[7],  полковой комиссар

### Начальник штаба бригады
- Синенко, Максим Денисович (06.1939 — 04.1940), полковник

## Отличившиеся воины
За годы Финской войны 613 человека 20 оттбр за мужество и героизм получили ордена и медали, из них:
- «Золотую звезду» Героя Советского Союза — 21.
- орден Ленина — 35.
- орден Красного Знамени — 97.
- орден Красной Звезды — 189.

| Награда | Ф. И.О                           | Должность                                                                         | Звание                | Дата награждения | Примечания                                                                    |
| ------- | -------------------------------- | --------------------------------------------------------------------------------- | --------------------- | ---------------- | ----------------------------------------------------------------------------- |
|         | Брагин, Николай Михайлович       | военный комиссар 90-го отдельного танкового батальона                             | Старший политрук      | 21.03.1940       | погиб 7 марта 1940 года, похоронен в братской могиле на южной окраине Выборга |
|         | Волк, Борис Васильевич           | командир башни танка Т-28 91-го отдельного танкового батальона                    | Младший комвзвод      | 15.01.1940       | погиб 13 декабря 1939 года                                                    |
|         | Груздев, Василий Григорьевич     | командир танкового взвода 1-й танковой роты 91-го отдельного танкового батальона  | Лейтенант             | 15.01.1940       | погиб 13 декабря 1939 года                                                    |
|         | Дудко, Фёдор Михайлович          | помощник командира роты по технической части 91-го отдельного танкового батальона | Воентехник 1-го ранга | 21.03.1940       | умер от тяжёлых ранений 11 февраля 1940 года                                  |
|         | Евстратов, Николай Александрович | танковый техник 90-го отдельного танкового батальона                              | Младший воентехник    | 21.03.1940       | «Золотая звезда» № 352                                                        |
|         | Егоров, Константин Александрович | командир взвода 95-го отдельного танкового батальона                              | Младший лейтенант     | 21.03.1940       | погиб 1 февраля 1940 года, похоронен в Выборге                                |
|         | Коваль, Иван Иванович            | техник 91-го отдельного танкового батальона                                       | Воентехник 2-го ранга | 15.01.1940       | «Золотая звезда» № 206                                                        |
|         | Комлев, Степан Петрович          | командир танковой роты 91-го отдельного танкового батальона                       | Лейтенант             | 11.04.1940       | «Золотая звезда» № 343                                                        |
|         | Ларченко, Михаил Андреевич       | старший механик-водитель танка «Т-28» 1-й роты 91-го танкового батальона          | Младший комвзвод      | 15.01.1940       | «Золотая звезда» № 208                                                        |
|         | Лобасёв, Михаил Абрамович        | командир башни танка «Т-28» 1-й роты 91-го танкового батальона                    | младший командир      | 15.01.1940       | погиб 13 декабря 1939 года                                                    |
|         | Луппов, Евгений Алексеевич       | командир башни танка «Т-28» 1-й роты 91-го танкового батальона                    | младший командир      | 15.01.1940       | «Золотая звезда» № 210                                                        |
|         | Николенко, Степан Михайлович     | начальник штаба 95-го отдельного танкового батальона                              | Старший лейтенант     | 11.04.1940       | «Золотая звезда» № 282                                                        |
|         | Самойлов, Иван Арсеньевич        | старший радиотелеграфист 95-го отдельного танкового батальона                     | Младший комвзвод      | 11.04.1940       | «Золотая звезда» № 344                                                        |
|         | Симонян, Карапет Семёнович       | радист танка «Т-28» 1-й роты 91-го танкового батальона                            | Красноармеец          | 15.01.1940       | «Золотая звезда» № 214                                                        |
|         | Хараборкин, Георгий Филимонович  | командир 3-й роты 91-го отдельного танкового батальона                            | Старший лейтенант     | 11.04.1940       | «Золотая звезда» № 201                                                        |
|         | Ячник, Сергей Фёдорович          | командир взвода 90-го отдельного танкового батальона                              | Лейтенант             | 21.03.1940       | «Золотая звезда» № 350                                                        |